# Tsingy de Bemaraha Strict
Tsingy de Bemaraha naturreservat (malagassisk: Tsingin'ny Bemaraha) på Madagaskars vestkyst har været naturreservat siden 1927, et verdensarvområde siden 1990, og dele af området er siden 1997 nationalpark. Nationalparkdelen ligger i syd, og udgør 666 km². Naturreservatet som udgør den nordlige del har et areal på 853 km².

Parkens geografi er slående, med stejle kløfter, kalkstensskove og bratte klipper. Højden varierer fra 150 til 700 moh., og parken ligger 60-80 km fra kysten. 
På grund af størrelsen og de relativt begrænsede menneskelige aktiviteter, er dette uden sidestykke det vigtigste naturfredningsområdt på vest-Madagaskar. Plante- og dyrelivet i parken er kun sparsomt dokumenteret, men omfatter flere typer lemurer.
Begrundelsen for verdensarvstatus er at der er tale om naturområder af usædvanlig karakter, og habitat for truede arter.

## Eksterne kilder og henvisninger
- UNEP World Conservation Monitoring Centre: faktaark
- Artikel i National Geographic Magazine